# Micul dejun la Tiffany (film din 1961)
Micul dejun la Tiffany este un film american din 1961 cu Audrey Hepburn și George Peppard, Patricia Neal, Buddy Ebsen, Martin Balsam și Mickey Rooney. A fost regizat de Blake Edwards și lansat de Paramount Pictures și este inspirat din romanul omonim Mic dejun la Tiffany.
Filmul a fost nominalizat la cinci premii Oscar (câștigând două), iar muzica (inclusiv Moon River) a fost nominalizată la șase premii Grammy (câștigând cinci). Filmul a fost selectat în 2012 pentru a fi păstrat în Registrul Național de Film al Statelor Unite de către Biblioteca Congresului ca fiind „semnificativ din punct de vedere cultural, istoric sau estetic”.

## Distribuție
- Audrey Hepburn - Holly Golightly
- George Peppard - Paul Varjak
- Patricia Neal - doamna Emily Eustace "2E" Failenson
- Buddy Ebsen - Doc Golightly
- Martin Balsam - O.J. Berman
- José Luis de Vilallonga - José da Silva Pereira
- John McGiver - vânzător
- Dorothy Whitney - Mag Wildwood
- Stanley Adams - Rutherford "Rusty" Trawler
- Elvia Allman - bibliotecara
- Alan Reed - Sally Tomato
- Miss Beverly Hills - stripteuza
- Claude Stroud - Sid Arbuck
- Orangey - Cat (Frank Inn, antrenor)
- Mickey Rooney - Dl. Yunioshi